# Psychotria taupotinii
Psychotria taupotinii är en måreväxtart som beskrevs av Forest Buffen Harkness Brown. Psychotria taupotinii ingår i släktet Psychotria och familjen måreväxter. Inga underarter finns listade i Catalogue of Life.